# (2685) Masursky
(2685) Masursky es un asteroide perteneciente al cinturón de asteroides, descubierto el 3 de mayo de 1981 por Edward Bowell desde la Estación Anderson Mesa (condado de Coconino, cerca de Flagstaff, Arizona, Estados Unidos).

## Designación y nombre
Designado provisionalmente como 1981 JN. Fue nombrado Masursky en honor al astrónomo estadounidense Harold Masursky.